# ملعب مرسيدس-بنز
ملعب مرسيدس-بنز (بالإنجليزية:Mercedes-Benz Stadium) هو ملعب متعدد الأغراض أنشئ في مدينة أتلانتا الأمريكية عام 2014. يستخدم هذا الملعب في مباريات كرة القدم الأمريكية وكرة القدم.